# بدر الجديدة
تقع منطقة بدر الجديدة إلى الغرب من منطقة وادي السير في غرب عمان. وهي مقسمة إلى سبعة أحياء هي الفردوس، الحديب، أم الأسود، السويسة، الرباحية الشمالية، الرباحية الجنوبية، زبدا، بلال. مساحتها 62 كم عدد السكان 11 أحد عشر ألف نسمة، يوجد فيها مقام الصحابي بلال بن رباح.
حدودها منطقة بدر الجديدة من ضمن حدود بلدية أمانة عمان في الجزء الغربي من عمان الكبرى ويحدها من الشرق منطقة وادي السير ومن الشمال أراضي ماحص والفحيص أما من الغرب ماحص وبلدية الوادي الأخضر ومن الجنوب بلدية الوادي الأخضر.
تمتاز منطقة بدر الجديدة بجبالها وأوديتها وهي امتداد طبيعي لمدينة عمان الكبرى وتشرف هذه الجبال على البحر الميت وجبال فلسطين الشرقية وتكسو هذه الجبال الأشجار الحرجية مثل البلوط وأشجار الزيتون والعنب وتشهد توسعا عمرانيا كبيراوتعتبر من المقاصد السياحية.تأسست منطقة بدر الجديدة عام 1987 حيث
شملتها أمانة عمان ضمن مناطقها وقد كانت قبل ذلك عبارة عن عدد من المجالس القروية، وتبلغ
مساحتها الإجمالية 21 كم ويقطنها حوالي 27 ألف نسمة.

## الطبوغرافية
تمتاز منطقة بدر الجديدة بتضاريس رائعة من هضاب وجبال وفيها جزء شفا غوري يقع في المنطقة الجنوبية الغربية الأعلى وهي منطقة ضريح الملكة عليا حيث يرتفع 110 عن سطح البحر.

## الطبيعة
تمتاز منطقة بدر الجديدة بطبيعة خلابة حيث يكثر
فيها شجر البلوط ومن هنا يمكن تسميتها ب)قرية
البلوط(وهي شجرة الأردن الوطنية وكذلك تشتهر
بأشجار الزيتون وأشجار الفواكه المثمرة والمزارع
المختلفة. وتشرف المنطقة على وادي شعيب الجميل،
كما يظهر من على جبالها البحر الميت وجبال
فلسطين والقدس الشريف، وكذلك تظهر بجلاء
مدينة أريحا الفلسطينية، ناهيك عن ضواحي مدينة
عمان منها مدينة الحسين الطبية ومسجد الملك
الحسين ومنطقة وادي السير ومرج
الحمام.

## المناخ
تمتاز منطقة بدر الجديدة بمناخ معتدل صيفا
وبارد شتاءً حيث يغطيها الضباب والغيوم الملامسة
لسطح الأرض والثلوج، أما في فصل الربيع فتكتسي
فيها الجبال والسهول بالثوب الأخضر بدرجاته
المختلفة لترسم لوحة فنية يعجز عن رسمها
أفضل الفنانين. وفي الخريف يكمن سحر المنطقة
حيث تتنوع الأشجار بين متساقطة الأوراق وغير
متساقطة الأوراق لترسم لوحة فنية تمتزج فيها
الألوان بين الأحمر والأصفر والأخضر وكل لون
درجاته المختلفة. وتضم المنطقة سبعة أحياء
وهي حي الغروس، وأم الأسود، والسويسية،
والرباحية الشمالية، والرباحية الجنوبية، وزبدا،
وبلال إضافة إلى المنطقة الغربية، وقد ضمت
حديثا للمنطقة)الثغرة، الكرم، الرقيقة(
ويبلغ عدد الأحواض فيها 23 حوض وهي:
الرباحية الشمالية / أم فروه / الرباحية الجنوبية /
أبومغراز / الشراب / الغروس الشرقي / الغروس
الغربي/ القبة/ رأس خلف / الحديب / الميسر / أبو
مخيمر/ بئر السبيل/ الكاشف / زبده / أم عبهرة /
الرقيقة / الثغرة/ الكرم / حصلون الشرقي / حصلون
الغربي / رأس الجندي / أبو ركبة.

## خدمات ومعالم
ويوجد في المنطقة معظم الخدمات المتوفرة في أي منطقة من مناطق أمانة عمان الكبرى وهي:
مساجد عدد 9، مركز صحي عدد 3، مدارس ثانوية وأساسية عدد 13، متنزه واحد)الاستقلال(، مكتبةأطفال ضمن مبنى الأمانة، مدارس خاصة ورياض أطفال عدد 5 وجمعيتان جمعية سيدات بدر الجديدة وجمعية الرسالة.
مساجد
- مسجد ام الأسود -ام الأسود -شارع التعاون
- مسجد المعتمد بن عباد - ام الأسود /الإسكان
- مسجد بلال بن رباح -بلال
- مسجد شرحبيل بن حسنه -السويسه
- مسجد الغروس -الغروس
- مسجدالرباحية الشمالية - الرباحية
- مسجد يحيى جبري -ام الأسود/الحديب وأبو الملح
- مسجد العياش -السويسة / العياش
- مسجد ابن تميمه -الرباحيه الجنوبية
- مسجد الفرقان- السويسه
- وهناك مسجد تحت الإنشاء في أم الأسود

مدارس
- ام الأسود الثانوية الشاملة للبنات -ام الأسود -بدر الجديدة
- سمو الأمير حسين بن عبد الله الشاملة للبنين -ام الأسود
- الحديب وأبو الملح الاساسية المختلطه -ام الأسود
- الزيود الاساسية للبنين -بلال
- الزيود الثانوية الشاملة للبنات -بلال
- بلال الاساسية المختلطه -بلال
- السويسه الثانوية للبنين -السويسه
- السويسه الثانوية للبنات -السويسه
- زبدا الاساسية للبنات -زبدا
- زبدا الاساسية للبنين -زبدا
- الرباحيه الجنوبية الاساسية المختلطه - الرباحية الجنوبية
- الرباحية الشمالية الثانوية للبنين الشاملة -الرباحيه الشمالية
- الرباحيه الشمالية الثانوية للبنات الشاملة -الرباحيه الشمالية